# Тории Киёнобу

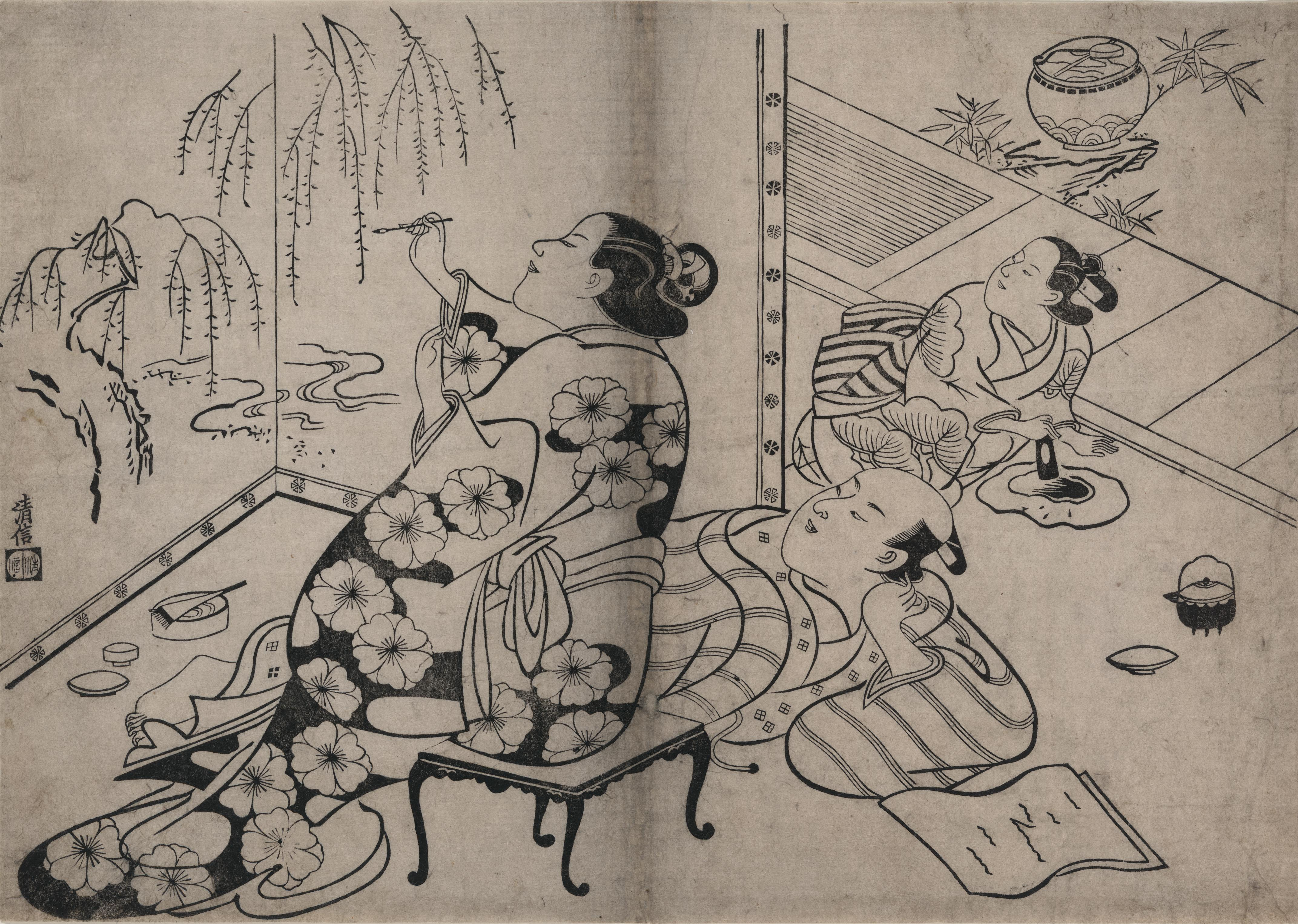
Тории Киёнобу."Куртизанка, рисующая пейзаж".

Тории Киёнобу (яп. 鳥居 清信  1664—1729) — японский художник, мастер укиё-э, один из основателей династии Тории.

## Биография и творчество
Тории Киёнобу — один из ведущих мастеров раннего периода укиё-э и основателей династии художников Тории. Он учился у своего отца Тории Киёмото, известного актёра и изготовителя театральных афиш и плакатов. Также Киёнобу находился под влиянием мастера Хисикава Моронобу, тем не менее он создал собственный стиль и стал родоначальником жанра якуся-э — портреты актёров на афишах. плакатах и в станковой гравюре. Актёров Киёнобу изображал в специально принимаемых ими позах («миэ») в роли арагото (храбрых героев). Героев Киёнобу окрашивал в оранжевый цвет, считавшимся благородным, а злодеи изображались загримированными в синий цвет. Для того чтобы придать композициям большую страсть художник изобрёл особый тип рисунка мимидзугаки («червеобразные»): извилистые линии, чередование тонких и толстых штрихов с совмещением с гротескным изображением мускулов рук и ног (хётан-аси).

## Ученики Киёнобу
- Тории Киёмасу
- Тории Киёсигэ I
- Тории Киёмицу